# Opéra-Comique (Paris)

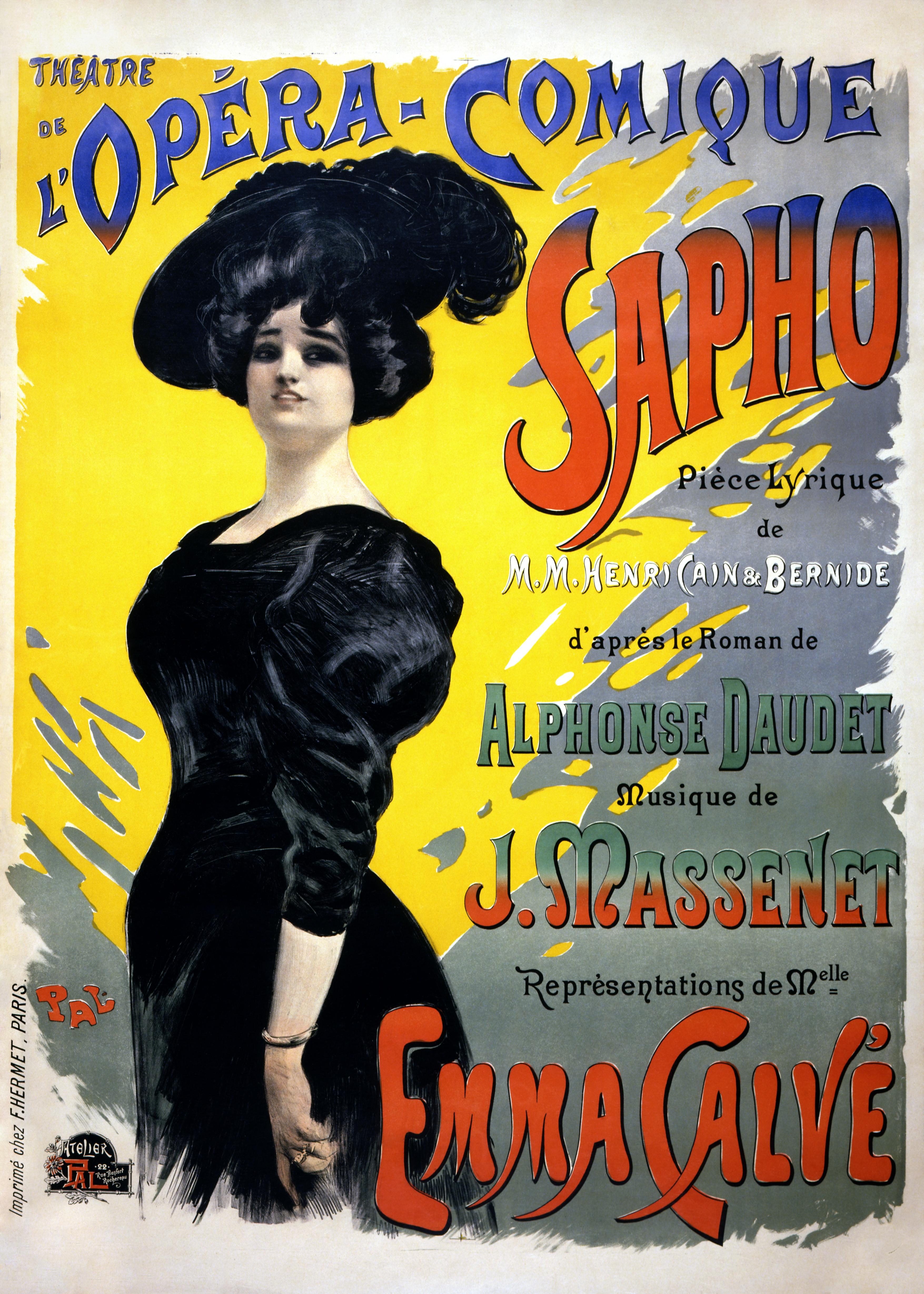
Plakat mit Emma Calvé für Massenets Oper Sapho

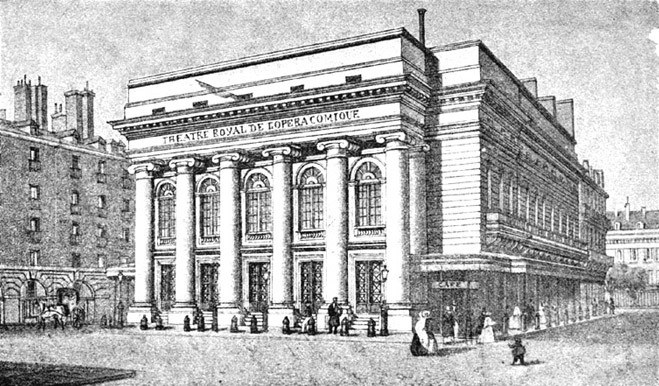
Die zweite Salle Favart von 1840

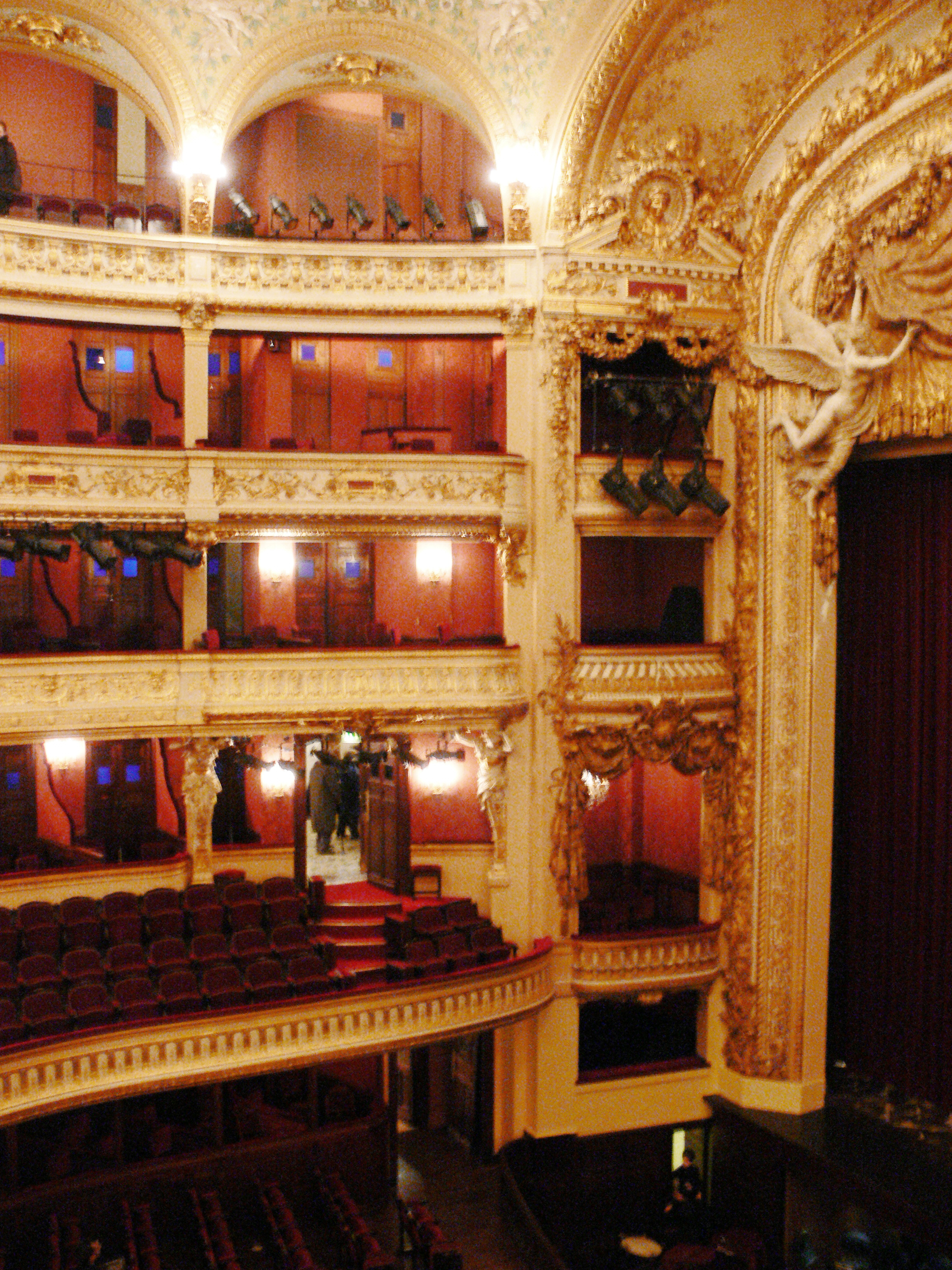
Die dritte Salle Favart (2008)

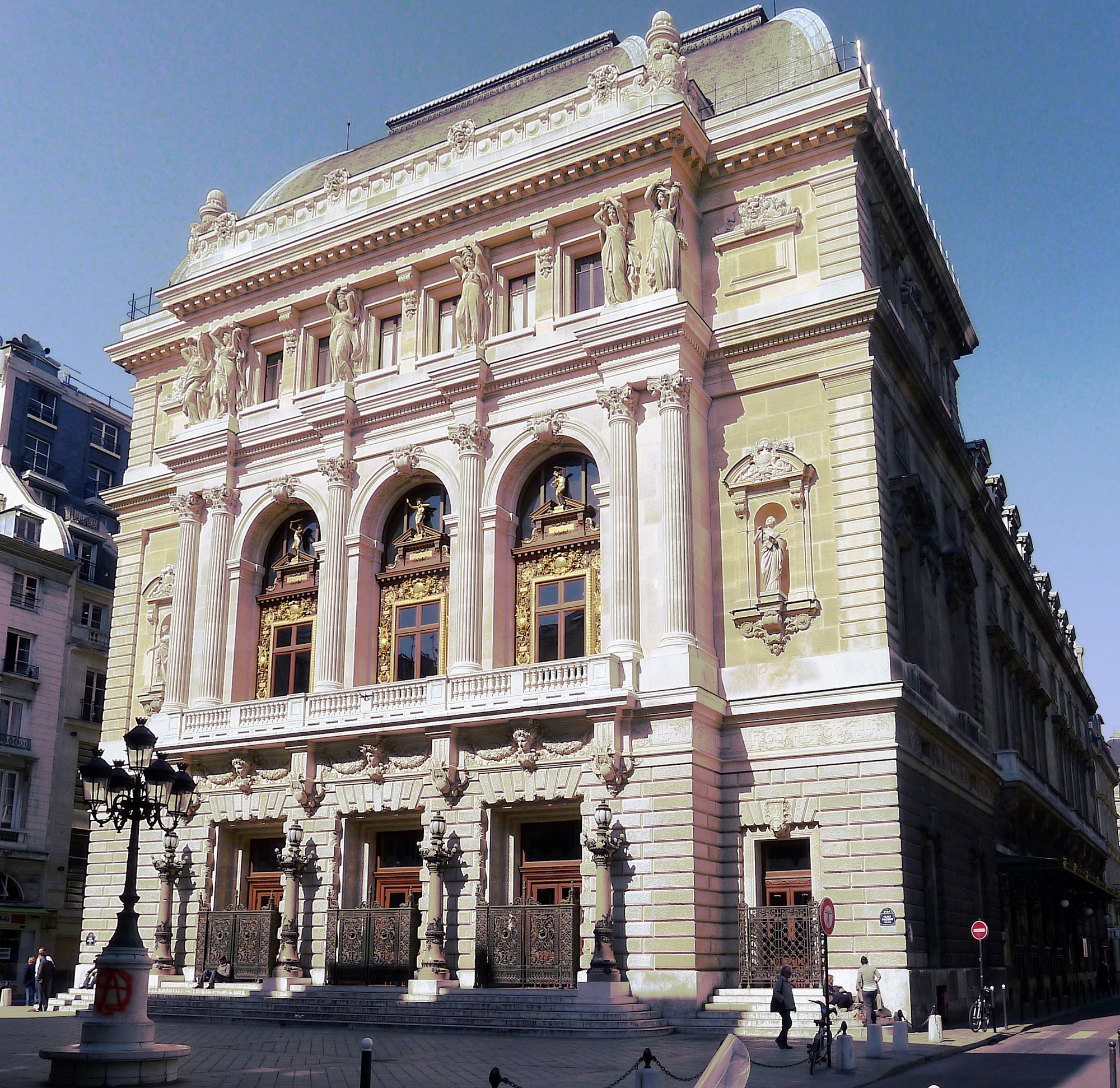
Das Theater im Jahr 2012

Die Opéra-Comique ist ein Theater in Paris. Es steht am Place Boieldieu, in der Nähe des Boulevard des Italiens im 2. Arrondissement und ist auch unter dem Namen Salle Favart bekannt.

## Geschichte
Die Institution, das Gebäude und das Genre der Opéra-comique müssen auseinandergehalten werden: Nach Pariser Tradition bezeichnen die Theaternamen nicht Häuser, sondern Institutionen, die ihren Ort wechseln können. Der Name Opéra-Comique geht zurück auf einen Zusammenschluss zweier Truppen des Pariser Jahrmarktstheaters unter Catherine Baron und Gautier de Saint-Edme um 1714. Sie führten Opernparodien und Pantomimen auf. Von dieser Zeit an entwickelte sich das Operngenre, das man Opéra-comique nennt.
Unter Charles-Simon Favart konnte sich die Institution der Opéra-Comique mit der königlichen Comédie-Italienne verbinden. Seit 1780 hieß das Ensemble offiziell Opéra-Comique. Sie ist mit Unterbrechungen bis heute ein Gegengewicht zur Institution der Pariser Oper geblieben, gegen deren Monopol sie sich einst durchsetzen musste. Die Salle Favart als erstes Haus dieser Institution, das bereits am heutigen Ort stand, wurde 1783 eröffnet und hatte rund 1100 Plätze. Nicht nur die Opéra-Comique, sondern auch andere Institutionen benutzten dieses Haus in der Folgezeit als Spielstätte.

### Erste Salle Favart
Nach den Revolutionswirren wurde hier um 1792 das Théâtre national de l’Opéra-Comique gegründet. 1802–1804 und 1815–1818 wurde die Salle Favart an gastierende italienische Truppen vermietet und Théâtre-Italien genannt. 1817 feierten die Opern Gioachino Rossinis ihren triumphalen Einzug. 1820–21 diente das Haus der Pariser Oper als Spielstätte. 1825–38 wurde das Haus wiederum zur Institution Théâtre-Italien, bot aber auch deutschen und englischen Operntruppen die Gelegenheit zu Gastspielen. Am 13. oder 14. Januar 1838 wurde der Saal durch ein Feuer zerstört, bei dem auch 4 Menschen ums Leben kamen.
Aubers Fra Diavolo (1830) gehört zu den erfolgreichsten Premieren dieser Zeit.

### Zweite Salle Favart
1838 brannte die erste Salle Favart ab und wurde 1840 durch ein zweites Gebäude mit etwa 1500 Plätzen ersetzt. Hier kamen Georges Bizets Oper Carmen 1875 und Jacques Offenbachs Hoffmanns Erzählungen zur Uraufführung. Ende Mai 1887 brannte auch dieses Haus nieder, wobei 84–131 Menschen ums Leben kamen.
Die Opéra-comique als Gattung wurde von Komponisten wie Adolphe Adam, Daniel-François-Esprit Auber, François-Adrien Boieldieu, Ferdinand Hérold, Victor Massé, Jules Massenet, Ambroise Thomas entwickelt. Diese Werke wurden mehrheitlich von der Institution der Opéra-Comique in der Salle Favart aufgeführt. Anderen Komponisten, die ihre Werke in weniger gehobenen Theatern aufführten, auch wenn sie im weiteren Sinn zum Genre der Opéra-comique gehörten, wie Jacques Offenbach, war dieser Rahmen mehrheitlich verwehrt.

### Dritte Salle Favart
Der prachtvolle heutige Bau der Opéra-Comique, die dritte Salle Favart, stammt von 1898, hier wurde Claude Debussys Pelléas et Mélisande (1902) uraufgeführt. Viele neuartige Opern wie Gustave Charpentiers Louise (1900) oder Maurice Ravels L’Heure espagnole (1911) konnten hier produziert werden.
Nach finanziellen Schwierigkeiten wurden die Opéra-Comique und das Théatre National de l'Opéra im Jahr 1936 vereinigt. In den 1970er Jahren diente das Gebäude der Ausbildung von Bühnenkünstlern und wurde schließlich zu einer Spielstätte der Opéra.
1990 erhielt die Opéra-Comique ihre Autonomie zurück. Das Haus hält bis heute an seiner Tradition als Mäzen fest und beauftragt regelmäßig die Komposition moderner Opern, die dann auch dort aufgeführt werden. 2005 erhielt die Opéra-Comique den Status eines Théâtre national.